# Cerezo Osaka
Cerezo Osaka (jap. セレッソ大阪, von span.: cerezo = Kirschbaum) ist ein Fußballverein aus Japans Profiliga J. League. Der Verein aus Japans drittgrößter Stadt Osaka blickt auf eine erfolgreiche Geschichte als eine der stärksten Mannschaften der 1970er-Jahre zurück, hatte aber seit Einführung des Profifußballs im Land 1993 bis in die späten 2010er-Jahre keinen nationalen Titel gewonnen. Bekannt ist Cerezo in Japan für außergewöhnliches Pech im Kaiserpokal: Seit 1976 standen sie sechsmal im Finale des Wettbewerbs und verloren sechsmal. 2017 konnte das Team den Kaiserpokal mit einem 2:1-Sieg (n. V.) gegen die Yokohama F. Marinos erstmals seit 41 Jahren wieder gewinnen. Cerezo Osaka spielt seit der Saison 2017 in der J1 League.

## Geschichte

Altes Vereinslogo

Der Verein wurde 1957 als Werksmannschaft des in Osaka ansässigen Konzerns Yanmar Diesel, eines Herstellers von Traktoren und anderen Landmaschinen, gegründet. Die ersten Jahre war der Yanmar Diesel Football Club eine reine Betriebssportgruppe, die der Leibesertüchtigung der Belegschaft diente, aber 1965 schloss man sich der landesweiten Amateurliga Japan Soccer League (JSL), dem Vorläufer der J. League, an. Schon bald folgte, was Fußballfans aus der Stadt heute die goldenen Zeiten des Osakaer Fußballs nennen: Der sportliche Aufstieg kündigte sich 1967 mit der ersten Finalteilnahme im Kaiserpokal an. Bereits im nächsten Jahr folgten der ersehnte Pokalsieg und die Vizemeisterschaft der JSL. Bis 1980 folgten vier Meistertitel und zwei weitere Pokalsiege, bevor Yanmars Stern langsam verblasste. 1990 – der Verein spielte im Kampf um nationale Titel längst keine große Rolle mehr – folgte der Abstieg aus der JSL. Dies geschah just zu dem Zeitpunkt, als in Japan die Planungen zur Einführung des Profifußballs anliefen, und bei diesen wurde Yanmar dann auch nicht berücksichtigt. Trotz des direkten Wiederaufstiegs mussten Fans und Spieler mit ansehen, wie zehn andere Vereine die J. League gründeten, darunter zu ihrer Verärgerung auch der stets belächelte Lokalrivale Matsushita, der unter dem neuen Namen Gamba Osaka die Stadt landesweit vertreten sollte.
Trotzdem trieb Yanmar die eigenen Pläne zur Professionalisierung voran und gründete sich 1993 unter dem Namen Osaka Football Club neu. Die Mannschaft nahm als neuen Namen Cerezo Osaka an, cerezo ist spanisch für den Kirschbaum, der der Baum Osakas ist. Analog dazu ziert eine Kirschblüte das Vereinswappen und wurde Rosa als Vereinsfarbe gewählt (dies ist im Fußball eine extrem seltene Farbe; sonst trägt fast nur US Palermo rosa Trikots). Unter dem neuen brasilianischen Trainer Paulo Emilio gelang 1994 mit der Meisterschaft der Japan Football League nicht nur der erhoffte Aufstieg in die J. League (neben Kashiwa Reysol), sondern auch der Einzug ins Pokalfinale, das allerdings mit 0:3 gegen Bellmare Hiratsuka verloren ging. Bereits 1976, 1977 und 1983 hatte Yanmar jeweils im Endspiel verloren, und weitere Niederlagen sollten 2001 und 2003 folgen, was Cerezo den Ruf als ewiger Zweiter des Wettbewerbs eingebracht hat.
Der Verein, dem nach einem erneuten Abstieg 2001 der direkte Wiederaufstieg in die erste Division gelang, trägt seine Heimspiele im Nagai Stadium von Osaka aus, das auch Schauplatz der Fußball-Weltmeisterschaft 2002 war. Allerdings sind Cerezos Spiele nur äußerst selten ausverkauft, da sich im Großraum Osaka (ganz im Gegensatz zur Region Tokio) noch keine rechte Fußball-Fangemeinde entwickelt hat und auch die Lokalderbys mit Gamba mangels sportlicher Qualität verhältnismäßig wenige Zuschauer anziehen. Doch gelangen dem Team auch sportliche Achtungserfolge: neben den drei Pokalendspielen seit der Umbenennung von Yanmar in Cerezo ist vor allem die Saison 2000 hervorzuheben, als der Sieg der J.-League-Hinrunde und damit die Teilnahme am Meisterschaftsfinale erst in der Verlängerung des letzten Spiels verpasst wurde. 2005 untermauerte Cerezo sein Image als „ewiger Zweiter“ erneut aufs schmerzhafteste: Die Tabellenführung, die man erst am vorletzten Spieltag übernommen hatte, verteidigte man bis in die Nachspielzeit des letzten Spiels, nur um durch ein spätes Gegentor des FC Tokyo noch auf den fünften Tabellenplatz zurückzufallen und den Titel ausgerechnet Gamba zu überlassen.

## Erfolge
- Japan Soccer League:  Sieger: 1971, 1974, 1975, 1980
- JSL Cup:  Sieger: 1973 (geteilt), 1983, 1984
- Kaiserpokal:  Sieger: 1968, 1970, 1974, 2017 Finalist: 1976, 1977, 1983, 1994, 2001, 2003

- Japan Football League

Gewinner 1994 (als Werksmannschaft)
- J. League Cup

Sieger: 2017
- J2 League

Vizemeister: 2002  ▲, 2009  ▲

## Stadion

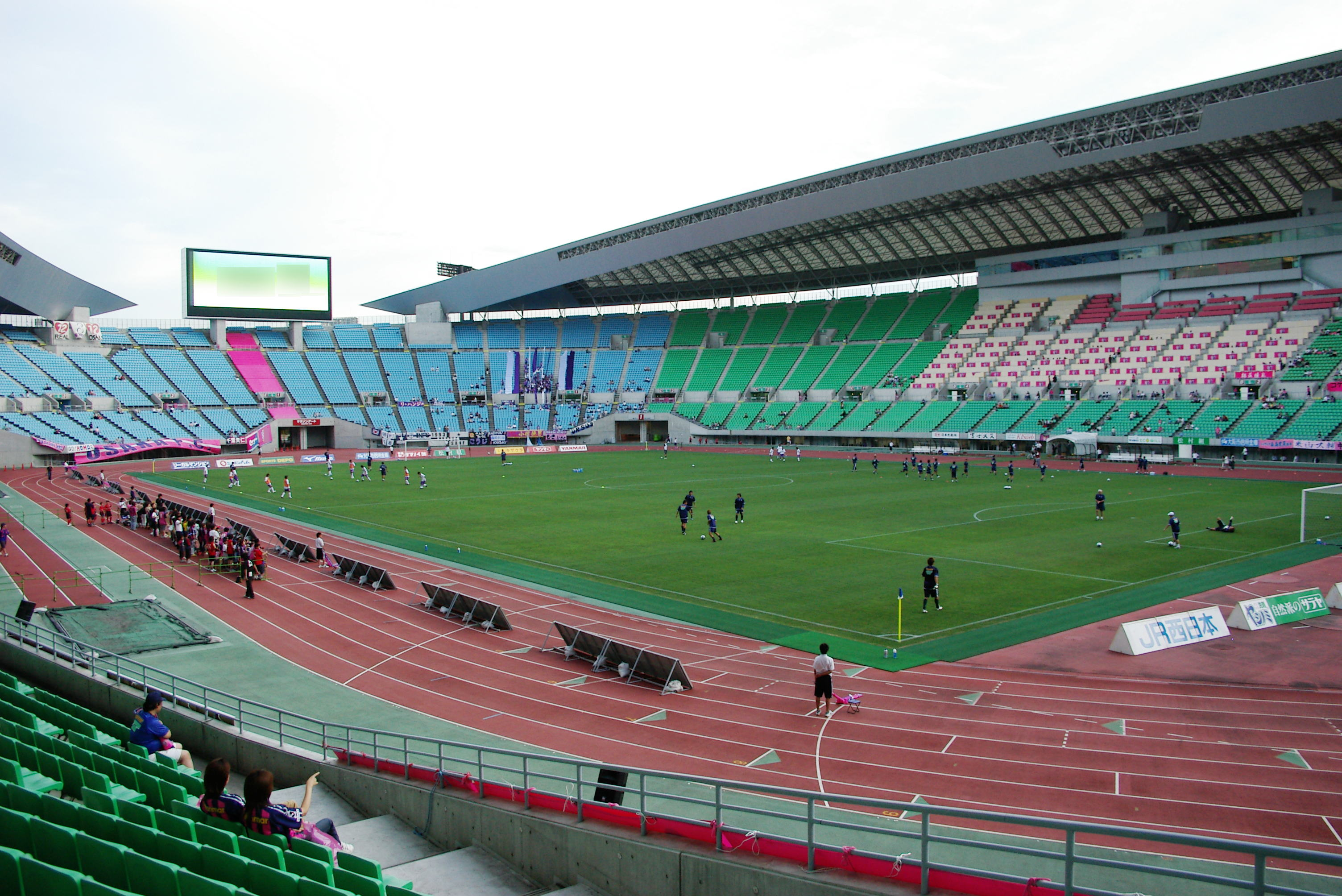
Nagai Stadium

Der Verein trägt seine Heimspiele im Nagai Stadium (jap. 大阪市長居陸上競技場, Ōsaka-shi Nagai rikujō kyōgijō) aus. Das Stadion liegt im Nagai-Park des Stadtbezirks Higashisumiyoshi in Osaka. Die Sportstätte, deren Eigentümer die Stadt Osaka ist, hat ein Fassungsvermögen von 50.000 Zuschauern.
Koordinaten: 34° 36′ 50″ N, 135° 31′ 6″ O

## Spieler
Stand: April 2025
| Nr. |           | Position | Name              |
| --- | --------- | -------- | ----------------- |
| 1   | Japan     | TW       | Kōki Fukui        |
| 2   | Japan     | AB       | Takumi Nakamura   |
| 3   | Japan     | AB       | Ryōsuke Shindō    |
| 4   | Japan     | MF       | Yūichi Hirano     |
| 5   | Japan     | MF       | Hinata Kida       |
| 6   | Japan     | AB       | Kyōhei Noborizato |
| 7   | Japan     | MF       | Satoki Uejō       |
| 8   | Japan     | MF       | Shinji Kagawa     |
| 9   | Brasilien | ST       | Rafael Ratão      |
| 10  | Japan     | MF       | Shunta Tanaka     |
| 11  | Brasilien | ST       | Thiago Andrade    |
| 13  | Japan     | ST       | Motohiko Nakajima |
| 14  | Japan     | AB       | Kakeru Funaki     |
| 16  | Japan     | AB       | Hayato Okuda      |

| Nr. |           | Position | Name                |
| --- | --------- | -------- | ------------------- |
| 17  | Japan     | MF       | Reiya Sakata        |
| 19  | Japan     | MF       | Shion Homma         |
| 21  | Korea Sud | TW       | Kim Jin-hyeon       |
| 22  | Japan     | AB       | Niko Takahashi      |
| 24  | Thailand  | ST       | Jaroensak Wonggorn  |
| 29  | Japan     | ST       | Kengo Furuyama      |
| 33  | Japan     | AB       | Ryūya Nishio        |
| 38  | Japan     | ST       | Sota Kitano         |
| 44  | Japan     | AB       | Shinnosuke Hatanaka |
| 45  | Japan     | TW       | Gō Kambayashi       |
| 47  | Japan     | TW       | Kazuma Makiguchi    |
| 48  | Japan     | MF       | Masaya Shibayama    |
| 55  | Brasilien | ST       | Vitor Bueno         |
| 77  | Brasilien | MF       | Lucas Fernandes     |

## Trainerchronik
Stand: April 2025
| Trainer             | Nation                  | von               | bis               |
| ------------------- | ----------------------- | ----------------- | ----------------- |
| Yoshiaki Furukawa   | Japan                   | 1. Februar 1960   | 31. Januar 1967   |
| Kenji Onitake       | Japan                   | 1. Februar 1967   | 31. Januar 1979   |
| Kuniya Mita         | Japan                   | 1. Februar 1985   | 30. Juni 1990     |
| Daishirō Yoshimura  | Japan                   | 1. Juli 1990      | 31. Januar 1994   |
| Paulo Emilio        | Brasilien               | 1. Februar 1994   | 30. Mai 1996      |
| Hiroshi Sowa        | Japan                   | 31. Mai 1996      | 31. Januar 1997   |
| Levir Culpi         | Brasilien               | 1. Februar 1997   | 31. Januar 1998   |
| Yasutarō Matsuki    | Japan                   | 1. Februar 1998   | 31. Januar 1999   |
| René Desaeyere      | Belgien                 | 1. Februar 1999   | 31. Januar 2000   |
| Hiroshi Soejima     | Japan                   | 1. Februar 2000   | 19. August 2001   |
| João Carlos         | Brasilien               | 20. August 2001   | 4. November 2001  |
| Akihiro Nishimura   | Japan                   | 5. November 2001  | 6. Oktober 2003   |
| Yūji Tsukada        | Japan                   | 7. Oktober 2003   | 31. Januar 2004   |
| Petar Nadoveza      | Kroatien                | 31. Januar 2004   | 1. Februar 2004   |
| Fuad Muzurović      | Bosnien und Herzegowina | 1. Februar 2004   | 22. März 2004     |
| Albert Pobor        | Kroatien                | 23. März 2004     | 28. Juni 2004     |
| Shinji Kobayashi    | Japan                   | 29. Juni 2004     | 17. April 2006    |
| Yūji Tsukada        | Japan                   | 18. April 2006    | 31. Januar 2007   |
| Satoshi Tsunami     | Japan                   | 1. Februar 2007   | 7. Mai 2007       |
| Levir Culpi         | Brasilien               | 8. Mai 2007       | 31. Januar 2012   |
| Sérgio Soares       | Brasilien               | 1. Februar 2012   | 26. August 2012   |
| Levir Culpi         | Brasilien               | 27. August 2012   | 31. Januar 2014   |
| Ranko Popović       | Serbien Österreich      | 1. Februar 2014   | 9. Juni 2014      |
| Marco Pezzaiuoli    | Deutschland Italien     | 16. Juni 2014     | 8. September 2014 |
| Yūji Ōkuma          | Japan                   | 8. September 2014 | 31. Januar 2015   |
| Paulo Autuori       | Brasilien               | 1. Februar 2015   | 17. November 2015 |
| Kiyoshi Ōkuma       | Japan                   | 18. November 2015 | 31. Januar 2017   |
| Yoon Jong-hwan      | Südkorea                | 1. Februar 2017   | 31. Januar 2019   |
| Miguel Ángel Lotina | Spanien                 | 1. Februar 2019   | 31. Januar 2021   |
| Levir Culpi         | Brasilien               | 1. Februar 2021   | 26. August 2021   |
| Akio Kogiku         | Japan                   | 26. August 2021   | 31. Januar 2025   |
| Arthur Papas        | Australien Griechenland | 1. Januar 2025    |                   |

## Saisonplatzierung
| Saison | Liga | Teams | Platz | Zuschauer | J. League Cup  | Kaiserpokal   | AFC CL        | Supercup |
| ------ | ---- | ----- | ----- | --------- | -------------- | ------------- | ------------- | -------- |
| 1995   | J1   | 14    | 8.    | 12.097    | —              | 2. Runde      | —             | —        |
| 1996   | J1   | 16    | 13.   | 8.229     | Gruppenphase   | 4. Runde      | —             | —        |
| 1997   | J1   | 17    | 11.   | 9.153     | Gruppenphase   | 4. Runde      | —             | —        |
| 1998   | J1   | 18    | 9.    | 9.864     | Gruppenphase   | 3. Runde      | —             | —        |
| 1999   | J1   | 16    | 6.    | 10.216    | 2. Runde       | 4. Runde      | —             | —        |
| 2000   | J1   | 16    | 5.    | 13.548    | 2. Runde       | Viertelfinale | —             | —        |
| 2001   | J1   | 16    | 16. ▼ | 11.857    | 1. Runde       | Finale        | —             | —        |
| 2002   | J2   | 12    | 2. ▲  | 7.952     | —              | 4. Runde      | —             | —        |
| 2003   | J1   | 16    | 9.    | 13.854    | Gruppenphase   | Finale        | —             | —        |
| 2004   | J1   | 16    | 15.   | 14.323    | Gruppenphase   | 4. Runde      | —             | —        |
| 2005   | J1   | 18    | 5.    | 17.648    | Viertelfinale  | Halbfinale    | —             | —        |
| 2006   | J1   | 18    | 17. ▼ | 13.026    | Viertelfinale  | 4. Runde      | —             | —        |
| 2007   | J2   | 13    | 5.    | 6.627     | —              | 4. Runde      | —             | —        |
| 2008   | J2   | 15    | 4.    | 10.554    | —              | 4. Runde      | —             | —        |
| 2009   | J2   | 18    | 2. ▲  | 9.912     | —              | 2. Runde      | —             | —        |
| 2010   | J1   | 18    | 3.    | 15.026    | Gruppenphase   | 4. Runde      | —             | —        |
| 2011   | J1   | 18    | 12.   | 14.145    | Viertelfinale  | Halbfinale    | Viertelfinale | —        |
| 2012   | J1   | 18    | 14.   | 16.815    | Viertelfinale  | Viertelfinale | —             | —        |
| 2013   | J1   | 18    | 4.    | 18.819    | Viertelfinale  | 4. Runde      | —             | —        |
| 2014   | J1   | 18    | 17. ▼ | 21.627    | Viertelfinale  | Viertelfinale | Achtelfinale  | —        |
| 2015   | J2   | 22    | 4.    | 12.232    | —              | 1. Runde      | —             | —        |
| 2016   | J2   | 22    | 4. ▲  | 12.509    | —              | 3. Runde      | —             | —        |
| 2017   | J1   | 18    | 3.    | 20.970    | Sieger         | Sieger        | —             | —        |
| 2018   | J1   | 18    | 7.    | 18.542    | Viertelfinale  | 4. Runde      | Gruppenphase  | Sieger   |
| 2019   | J1   | 18    | 5.    | 21.518    | PlayOffs       | 4. Runde      | —             | —        |
| 2020   | J1   | 18    | 4.    | 7.014     | Viertelfinale  | —             | —             | —        |
| 2021   | J1   | 20    | 12.   | 5.351     | 2. Platz       | Halbfinale    | —             | —        |
| 2022   | J1   | 18    | 5.    | 11.427    | 2. Platz       | Viertelfinale | —             | —        |
| 2023   | J1   | 18    | 9.    | 17.074    | Gruppenphase   | Achtelfinale  | —             | —        |
| 2024   | J1   | 20    | 10.   | 17.903    | Play-off-Runde | 3. Runde      | —             | —        |
| 2025   | J1   | 20    |       |           |                |               |               |          |

## Auszeichnungen

### Torschützenkönig des Jahres
- Hwang Sun-hong (1999)

### Nachwuchsspieler des Jahres
- Takumi Minamino (2013)

### Elf des Jahres
- Hiroaki Morishima (1995, 2000)
- Hwang Sun-hong (1999)
- Akinori Nishizawa (2000)
- Motohiro Yoshida (2005)
- Tatsuya Furuhashi (2005)
- Hiroshi Kiyotake (2011)
- Hotaru Yamaguchi (2013, 2017)
- Yoichiro Kakitani (2013)
- Kenyu Sugimoto (2017)

## Beste Torschützen
| Saison | Name                              | Nation    | Tore    |
| ------ | --------------------------------- | --------- | ------- |
| 2008   | Shinji Kagawa                     | Japan     | 17 Tore |
| 2009   | Takashi Inui                      | Japan     | 20 Tore |
| 2010   | Adriano Ferreira Martins          | Brasilien | 14 Tore |
| 2011   | Ryūji Bando Shū Kurata            | Japan     | 10 Tore |
| 2012   | Yōichirō Kakitani                 | Japan     | 11 Tore |
| 2013   | Yōichirō Kakitani                 | Japan     | 21 Tore |
| 2014   | Diego Forlán                      | Uruguay   | 7 Tore  |
| 2015   | Diego Forlán                      | Uruguay   | 10 Tore |
| 2016   | Ken’yū Sugimoto                   | Japan     | 14 Tore |
| 2017   | Ken’yū Sugimoto                   | Japan     | 22 Tore |
| 2018   | Yūsuke Maruhashi Toshiyuki Takagi | Japan     | 6 Tore  |
| 2019   | Kōta Mizunuma Hiroaki Okuno       | Japan     | 7 Tore  |
| 2020   | Bruno Mendes                      | Brasilien | 9 Tore  |

## Cerezo Osaka U23
Cerezo Osaka U23 war das Reserveteam von Cerezo Osaka und spielte von 2016 bis 2020 in der J3 League. Die Mannschaft konnte nicht in die J2 League aufsteigen und es konnten in einem Spiel nur drei Spieler über 23 Jahre eingesetzt werden. Zum Ende der Saison 2020 entschied die J.League, die Teilnahme von U23-Mannschaften an der J3 League einzustellen.

### Stadion
Der Verein trug seine Heimspiele im Kincho Stadium, auch bekannt als Nagai Ball Gall Field, im Bezirk Higashisumiyoshi-ku der Stadt Osaka aus. Das Kincho Stadium hat ein Fassungsvermögen von 19.904 Personen. Eigentümer der Sportanlage ist die Stadt Osaka.
Koordinaten Kincho Stadium: 34° 36′ 55,2″ N, 135° 30′ 59,7″ O

### Saisonplatzierung
| Saison | Liga | Teams | Pos. | Zuschauer |
| ------ | ---- | ----- | ---- | --------- |
| 2016   | J3   | 16    | 12.  | 1488      |
| 2017   | J3   | 17    | 13.  | 909       |
| 2018   | J3   | 17    | 7.   | 1112      |
| 2019   | J3   | 18    | 6.   | 1196      |
| 2020   | J3   | 18    | 18.  | 559       |

### Trainerchronik
| Trainer         | Nationalität | von             | bis             |
| --------------- | ------------ | --------------- | --------------- |
| Yoji Mizuguchi  | Japan        | 1. Februar 1977 | 31. Januar 1980 |
| Yūji Ōkuma      | Japan        | 1. Februar 2016 | 31. Januar 2020 |
| Kazuhiro Murata | Japan        | 1. Februar 2020 | heute           |

### Beste Torschützen
| Saison | Name         | Tore |
| ------ | ------------ | ---- |
| 2018   | Rei Yonezawa | 12   |
| 2019   | Mizuki Andō  | 11   |
| 2020   | Shōta Fujio  | 8    |